# Перлеци (Ђенова)
Перлеци је насеље у Италији у округу Ђенова, региону Лигурија.
Према процени из 2011. у насељу је живело 107 становника. Насеље се налази на надморској висини од 574 м.